# Touwtje uit de brievenbus
Het hangen van een touwtje uit de brievenbus is een vooral in Nederland bekend (voormalig) gebruik en begrip dat stamt uit de jaren zestig en zeventig van de twintigste eeuw. Het doel van een touwtje uit de brievenbus is het openen van een (huis)deur aan de buitenzijde zonder dat hierbij een sleutel nodig is voor gezinsleden en soms ook genode gasten, zoals familie of buren.

## Methode
De methode van touwtje uit de brievenbus is simpel van aard. Men bevestigt een uiteinde van een touwtje aan de binnenkant van een deur, aan het slot of aan de deurklink en laat het andere uiteinde van het touwtje via de brievenbus (mits die zich in diezelfde deur bevindt) aan de buitenzijde van deur hangen. Dit is en was alleen mogelijk bij een bepaald type slot, een trekslot, bijvoorbeeld een oplegslot.

## Geschiedenis
De methodiek van een touwtje door de brievenbus werd vooral gebruikt in de jaren zestig en zeventig van de 20e eeuw zodat kinderen te allen tijde in het huis konden als hun ouder(s) niet thuis was of waren of als de moeder des huizes niet constant de deur wilde openen. Ook was het "touwtje" een voordeel als de ouder(s) of bewoner(s) zelf zijn/haar sleutel kwijt was of waren. Ook visite die vaak langskwam mochten veelal het touwtje gebruiken. Deze methode is onveilig, maar er werd in de jaren zestig en zeventig van de 20e eeuw veel minder ingebroken dan na die tijd. Inbrekers en/of insluipers konden op deze manier makkelijk hun slag slaan.
Sommige huishoudens gebruiken de methode nog steeds, zelfs in de 21e eeuw, vaak als men veel kinderen heeft die buiten spelen. Het gaat dan meestal om korte perioden van bijvoorbeeld een uur, zodat men weinig risico loopt en trekt men het touwtje even uit de brievenbus als men in een woonhuis naar boven gaat of naar het toilet. Er zijn veiligere methodes, zoals een codeslot (soms als extra slot) zodat men geen sleutel hoeft af te geven aan bijvoorbeeld kinderen, die deze tijdens het spelen kwijt kunnen raken.
Het touwtje uit de brievenbus is vergelijkbaar met een sleutel onder de deurmat of op het kozijn boven de deur en is onveilig, zoals een fiets niet op slot zetten. Dat laatste was vooral in dorpen in vele gevallen veilig, waarna er langzamerhand steeds meer fietsen op een eenvoudige manier gestolen werden. Zo verdween ook langzaam (grotendeels) het touwtje uit de brievenbus.

## Trivia
- Op 30 november 2016 was de voormalige D66-politicus Jan Terlouw te gast in  De Wereld Draait Door. Hij hield hier een pleidooi, waarin hij ervoor pleitte om het uit de brievenbuis hangende touwtje weer in te voeren. Terlouw gebruikte dit als een metafoor voor het wederzijdse vertrouwen dat de bevolking in zijn eigen kindertijd kenmerkte. Zijn verschijning in het tv-programma, gecombineerd de landelijke en internationale belangstelling voor dat pleidooi, inspireerde hem tot het schrijven van een nieuw boek, Het touwtje uit de brievenbus en Katoren. Dit werd een geactualiseerde versie van Koning van Katoren, een verhaal dat nu aangevuld werd met hedendaagse problematieken.
- De politie waarschuwt voor het gebruik van een 'touwtje uit de brievenbus'. Ongewenste bezoekers kunnen op deze manier makkelijk woningen betreden. Dit feit op zich wordt door de politie gekwalificeerd als huisvredebreuk.
- In de televisieserie Toen was geluk heel gewoon maken Jaap en Nel Kooiman gebruik van een touwtje dat uit de brievenbus hangt.
- Paul van Vliet maakte in 1985 het nummer touwtje uit de brievenbus, een nummer dat gaat over het opgroeien en loslaten van zijn zoon.